# Elisa Shua Dusapin
Pour les articles homonymes, voir Dusapin.
Elisa Shua Dusapin, née le 23 octobre 1992 à Sarlat-la-Canéda (Dordogne), en France, est une écrivaine franco-suisse vivant en Suisse romande.

## Biographie

### Famille et formation
Elisa Shua Dusapin naît le 23 octobre 1992 à Sarlat-la-Canéda, en Dordogne. Son père, Florent Dusapin, est un infirmier et acupuncteur français ; sa mère, née Kyung-ah Lee, est une interprète sud-coréenne et journaliste à la radio alémanique. Ses grands-parents étaient responsables de la maison coréenne du village d'enfants Pestalozzi en Appenzell Rhodes-Extérieures,,,,. Elle a trois sœurs cadettes.
Elle grandit entre Paris et Zurich avant que sa famille s'installe, en 1999, à Porrentruy dans le canton du Jura en Suisse,. Elle obtient la nationalité suisse en 2005.
Elle obtient sa maturité gymnasiale en 2011 au lycée cantonal de Porrentruy (options musique et biologie) et entame des études à la Haute école des arts de Berne. En 2014, elle obtient un bachelor en écriture de l’Institut littéraire suisse de Bienne,.
En 2016, elle poursuit ses études littéraires en obtenant un master de français moderne à l'université de Lausanne. La même année, le gouvernement jurassien la nomme ambassadrice du canton du Jura.
En 2017, elle reçoit une bourse culturelle de 50 000 francs suisses de la Fondation Leenaards et passe six mois à New York en résidence d'artiste.
Elle vit à Porrentruy.

### Carrière littéraire
En 2016, elle publie son premier roman, Hiver à Sokcho, qui obtient de nombreux prix littéraires suisses et français (dont le prix Robert-Walser, prix Alpha, et le prix Régine-Deforges). Ce livre porte sur le mélange des cultures, l'identité, le rapport au langage et la difficulté à communiquer. Dans l'ambiance portuaire et hivernale de la ville de Sokcho, frontalière de la Corée du Nord, Elisa Shua Dusapin explore la relation complexe qui se noue entre la jeune narratrice franco-coréenne et un dessinateur de BD français qui s'installe dans la pension où elle travaille[réf. nécessaire].
Elisa Shua Dusapin travaille avec Franck Semelet à l'adaptation du livre pour le théâtre. Les premières représentations sont données en décembre 2018, avec la collaboration du dessinateur Pitch Comment et Isabelle Caillat comme actrice, aux côtés de Franck Semelet[réf. nécessaire].
Son deuxième roman Les Billes du Pachinko, sorti le 23 août 2018, poursuit l'exploration des thématiques du premier ouvrage Hiver à Sokcho, avec pour arrière-plan l’exode de la communauté coréenne vers le Japon dans les années 1950, après la Guerre de Corée,. Claire, la narratrice suisse-coréenne, passe le mois d'août chez ses grands-parents qui tiennent un établissement de Pachinko à Tokyo, dans le but de les ramener en Corée, pour la première fois depuis leur exil.
En novembre 2021, Winter in Sokcho, la version anglaise de son roman Hiver à Sokcho (traduction d'Aneesa Abbas Higgins) est récompensée par le National Book Award, dans la catégorie « littérature traduite » ; choisie parmi 154 romans contemporains, écrits dans 27 langues différentes. Elisa Shua Dusapin est la première écrivaine suisse à recevoir ce prix.
Son quatrième roman, Le vieil incendie, paraît en août 2023 aux éditions Zoé.

### Autres activités artistiques
Elle joue du violon depuis l'âge de 5 ans.
En 2015, Elisa Shua Dusapin est assistante de la metteuse en scène Maya Bösch avant de jouer comme actrice dans sa pièce Les Exilées d’Eschyle présentée au festival de la Batie à Genève en septembre.
La même année, elle écrit le texte d'un premier spectacle musical pour enfants, intitulé M’sieur Boniface, spectacle qui s’imprègne de l’univers de Bourvil. Joué par Thierry Romanens et le chœur d’enfants de Moutier et de la région Sakaziq. Ce spectacle devient ensuite un livre-CD, illustré par Yves Juillerat, avec Charlotte Riondel comme narratrice.
Depuis 2016, Elisa Shua Dusapin est membre du « fOrum culture », association fédératrice des actrices et acteurs culturels du Jura bernois, du canton du Jura et de Bienne.
En 2018, elle écrit Olive en bulle, un conte musical sur une musique de Claude Debussy, mis en scène par Laure Donzé, joué par Pascale Güdel avec Andrée Oriet au piano.
Au printemps 2018, l'écrivaine participe à une tournée de lecture appelée Versants littéraires, en compagnie de Jean-Bernard Vuillème. Organisée par la Commission intercantonale de littérature des cantons de Berne et du Jura, elle réunit chaque année les lauréats des prix Alpha et Renfer pour des lectures de leurs textes, accompagnées de musique et sur des scènes insolites.
En mars 2019, Elisa Shua Dusapin est invitée par le Festival international de films de Fribourg à présenter une sélection de films sud-coréens dans la section Diaspora.

## Œuvres

### Nouvelles et contes
- 2011 : C'était une nuit de fièvre (nouvelle) publiée dans Contes et Nouvelles, éditions de l'Hèbe.
- 2015 : M'sieur Boniface (conte musical).
- 2022 : Le Colibri, éditions La joie de lire,  (ISBN 978-2-88908-593-4).

### Romans
- 2016 : Hiver à Sokcho, éditions Zoé[18]  (ISBN 978-2-88927-341-6)
- 2018 : 
  - Les Billes du Pachinko, éditions Zoé  (ISBN 978-2-88927-579-3)
  - Olive en bulle (conte musical)
  - Le regard du Lièvre (livre de photographies de René Lièvre, textes d'Elisa Shua Dusapin), éditions d'autre part  (ISBN 978-2-940518-58-6)
- 2020 : Vladivostok Circus, éditions Zoé  (ISBN 978-2-88927-801-5)
- 2023 : Le Vieil Incendie, éditions Zoé  (ISBN 978-2-88907-246-0), 140 p.[19].

## Prix et distinctions
- 2011 : prix interrégional jeunes auteurs pour sa nouvelle C'était une nuit de fièvre.
- 2016 : prix Robert-Walser[20] et prix révélation de la Société des gens de lettres[21] pour Hiver à Sokcho.
- 2017 : prix Alpha de la Commission intercantonale de littérature des cantons Berne et du Jura[22], prix littéraire SPG[23], prix Ève de l'Académie romande et prix Régine Deforges pour Hiver à Sokcho[24].
- 2018 : Finaliste du prix Blù – Jean-Marc-Roberts avec Les Billes du Pachinko[25].
- 2019 : Prix suisse de littérature et Prix Ève de l'Académie romande pour Les Billes du Pachinko.
- 2020 : Finaliste du prix Blù – Jean-Marc-Roberts avec Vladivostok Circus[26].
- 2021 : National Book Award dans la catégorie « littérature traduite » pour Winter in Sokcho, traduction d'Aneesa Abbas Higgins d'Hiver à Sokcho[2].
- 2023 : Pour Le vieil incendie : Prix Wepler[27]; Prix Fénéon ; Prix Millepages.